# Де ла Роса, Хосе Антонио
Хосе Антонио де ла Роса Гарридо (исп. José Antonio de la Rosa Garrido; род. 28 июля 2004, Уэльва, Андалусия) — испанский футболист, нападающий клуба «Кадис».

## Клубная карьера
Де ла Роса — воспитанник клубов «Нуэво Молино», «Рекреативо», «Бетис» и «Кадис». В 2022 году Хосе дебютировал за дублирующий состав последнего клуба. 3 мая 2023 года в матче против «Атлетико Мадрид» он дебютировал в Ла Лиге. 